# Glyphicnemis clypealis
Glyphicnemis clypealis är en stekelart som först beskrevs av Thomson 1883.  Glyphicnemis clypealis ingår i släktet Glyphicnemis och familjen brokparasitsteklar. Arten är reproducerande i Sverige. Inga underarter finns listade i Catalogue of Life.